# Musée de la Porcelaine de Munich
 (septembre 2019).
Si vous disposez d'ouvrages ou d'articles de référence ou si vous connaissez des sites web de qualité traitant du thème abordé ici, merci de compléter l'article en donnant les références utiles à sa vérifiabilité et en les liant à la section « Notes et références ».
Le musée de la Porcelaine du palais de Nymphenburg à Munich, également appelé "Collection Bäuml", est situé à l'étage supérieur du musée Marstall (écuries). Plus de 1000 pièces de la manufacture de porcelaine de Nymphenburg, fondée en 1747, y sont exposées. La collection remonte à une collection d'échantillons du propriétaire de longue date de la manufacture de porcelaine de Nymphenburg, Albert Bäuml. Les pièces maîtresses comprennent les personnages de Commedia dell'arte de Franz Anton Bustelli et les personnages de Dominik Auliczek de 1770. 

## Images

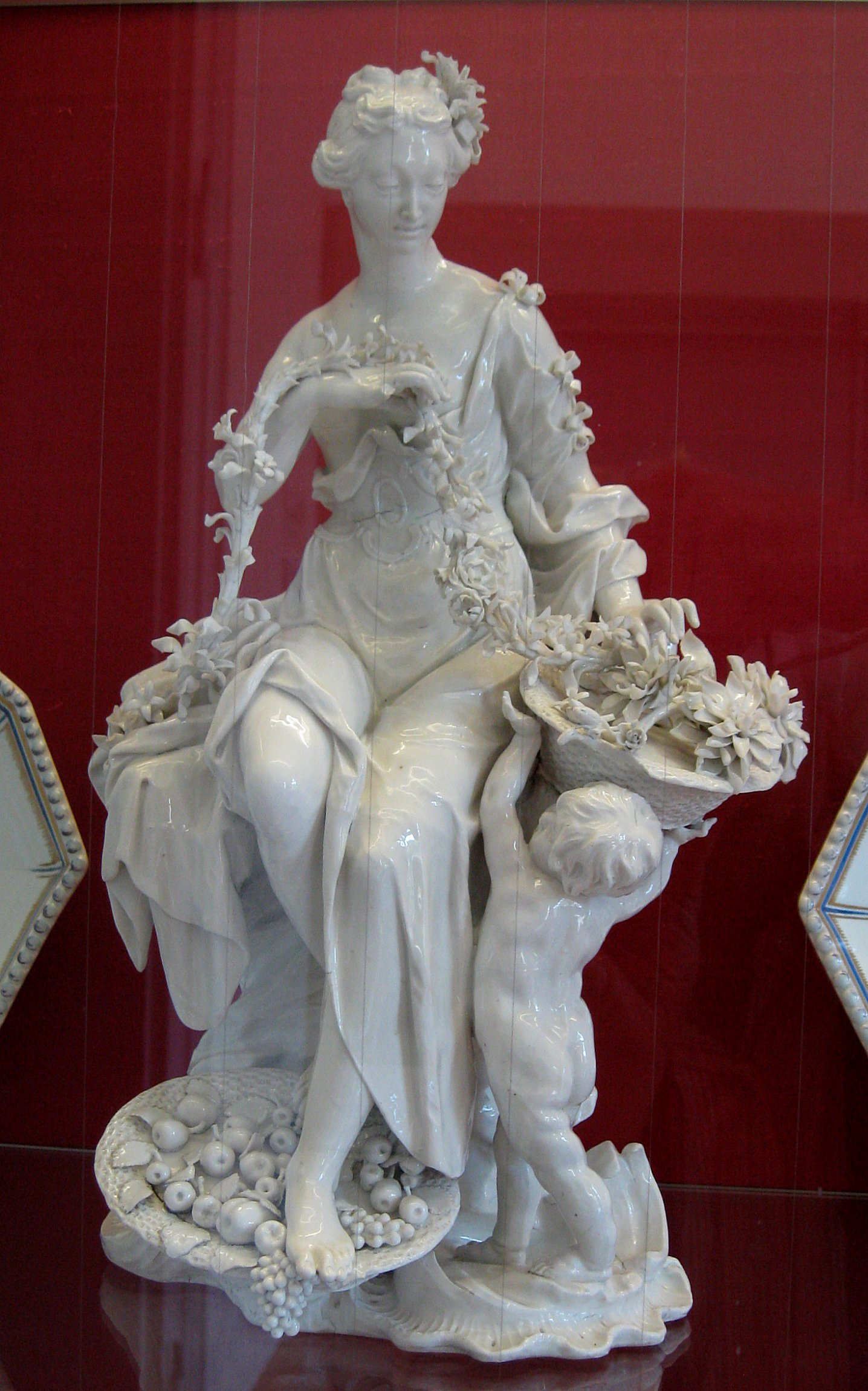
Déesse, Dominic Auliczek, vers 1770
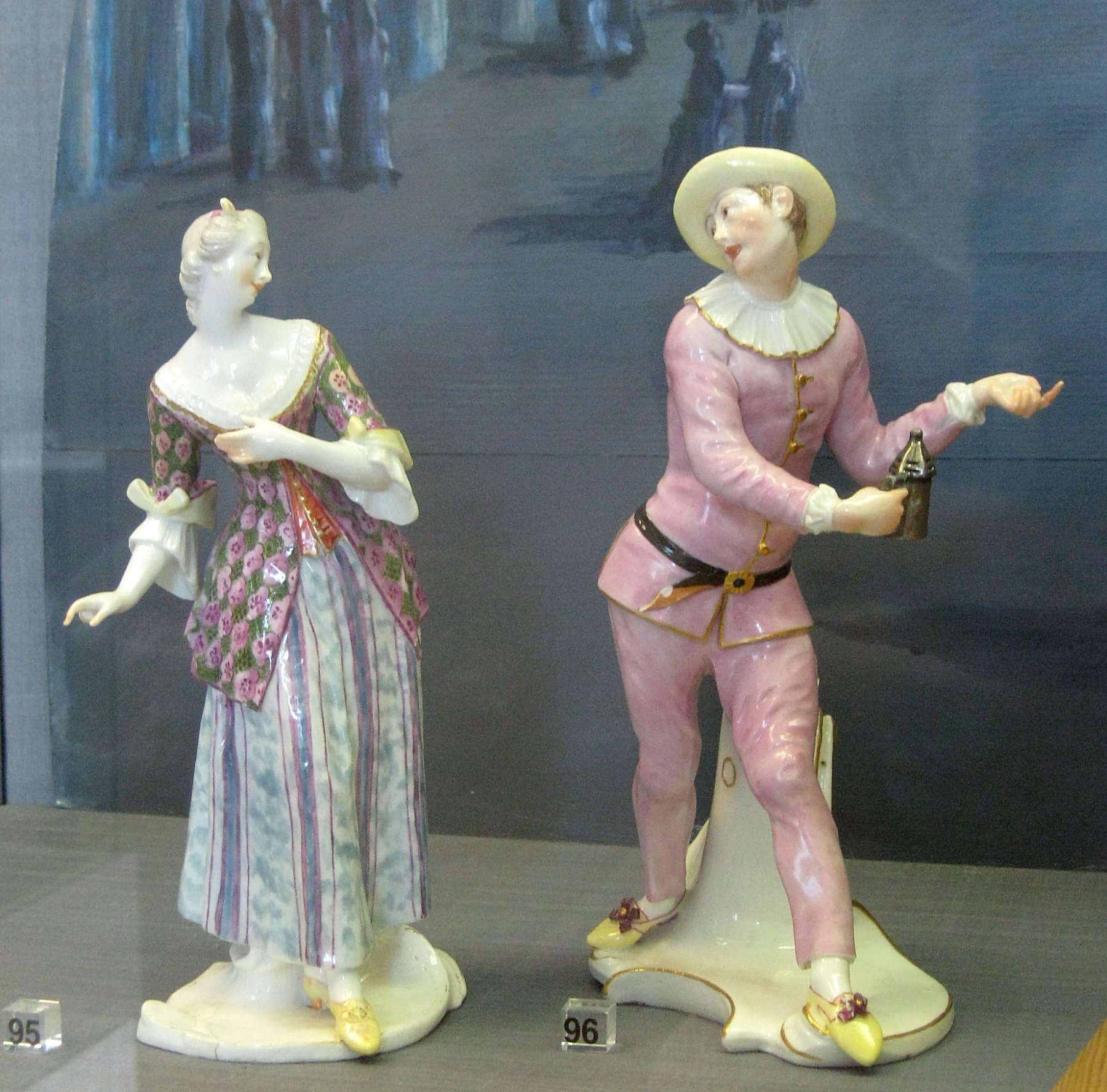
Franz Anton Bustelli: Figure de la Commedia dell'arte, vers 1760
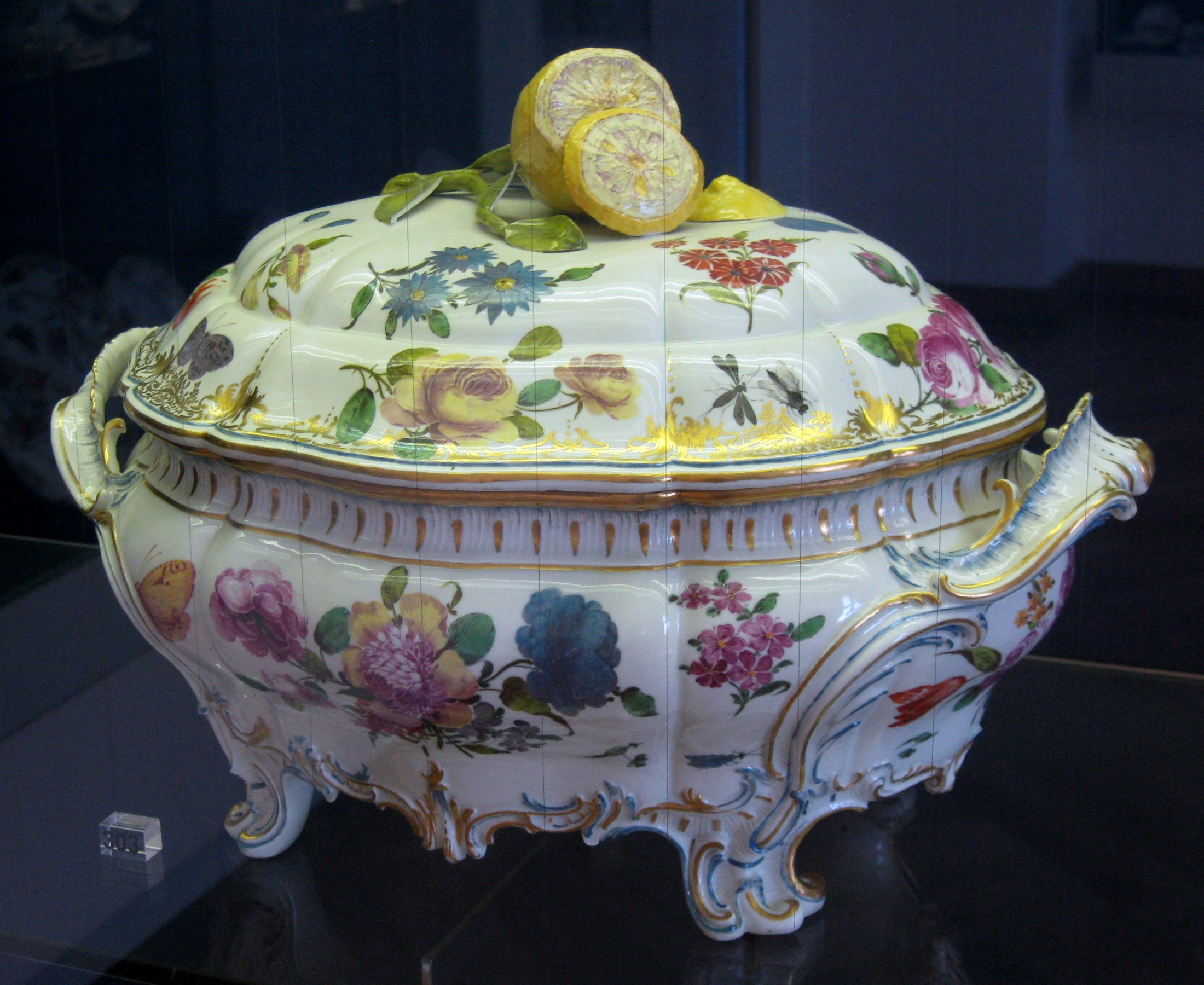
Soupière du service électoral, tableau de Joseph Zächenberger, 1760-1765
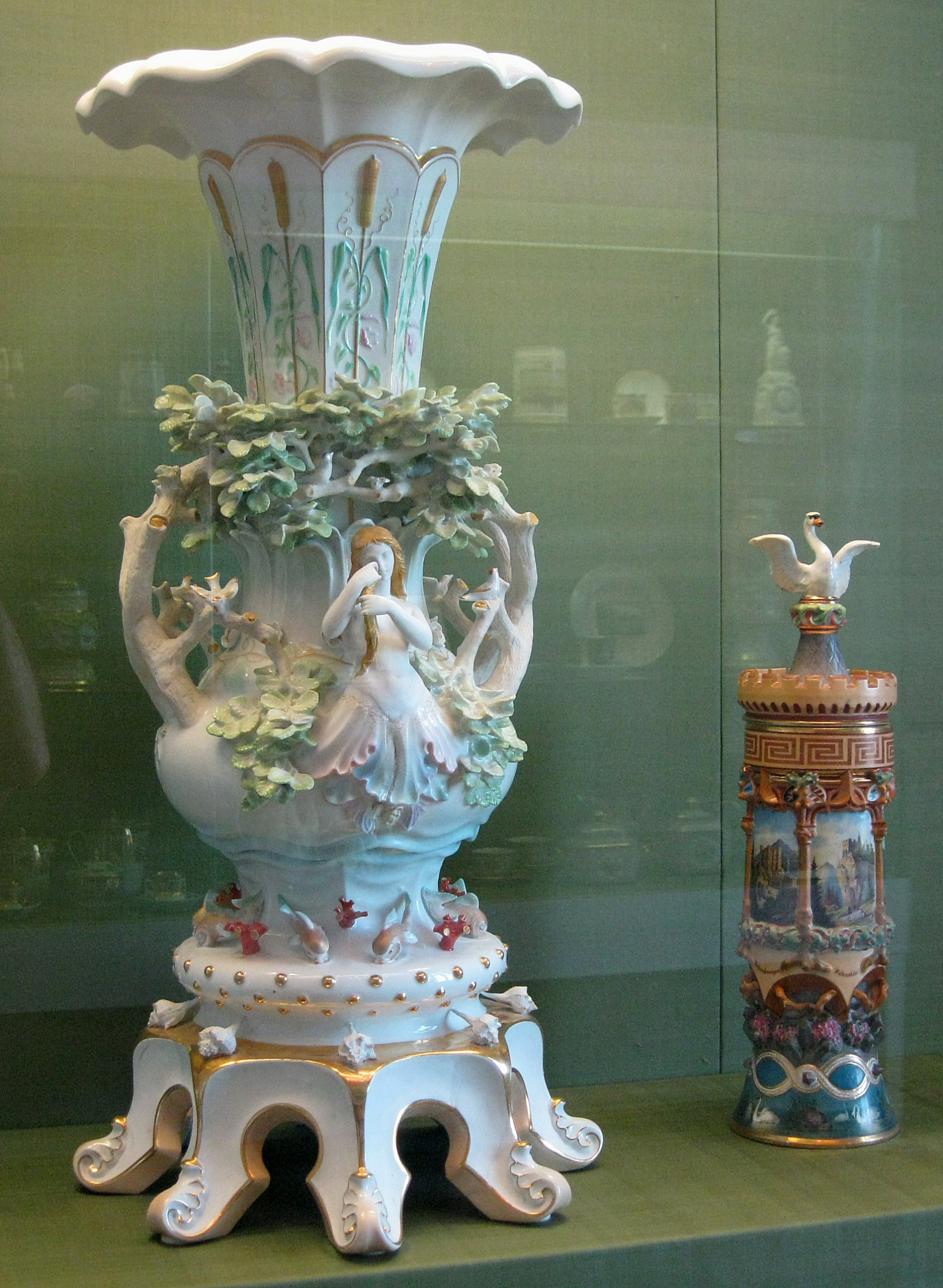
Vase avec sirènes, Eugen Napoleon Neureuther, vers 1850-1855

## Littérature
- Alfred Ziffer, Porcelaine de Nymphenburg. Collection Bäuml: La collection Bauml, Arnoldsche Verlagsanstalt,  (ISBN 3925369619)
- Porcelaine de Nymphenburg - Collection Bäuml, Prospectus de l'Administration bavaroise des châteaux, jardins et lacs.
- Barbara Krafft, 250 ans de la Manufacture de Porcelaine de Nymphenburg, Munich 1996

## Liens Web
- Site officiel